# Contarinia bothriochloae
Contarinia bothriochloae är en tvåvingeart som beskrevs av Harris 1979. Contarinia bothriochloae ingår i släktet Contarinia och familjen gallmyggor. Inga underarter finns listade i Catalogue of Life.